# Daumenbremse
Die Daumenbremse am Motorrad ist eine Entwicklung aus dem Straßenrennsport. Der Daumenbremshebel ist auf der linken Seite des Lenkers, unterhalb des Handgriffs angebracht. Mit dem Daumen der linken Hand wird ein Druck auf den Bremshebel ausgeübt, wodurch über einen Daumenbremszylinder die Hinterradbremse aktiviert wird. Ein 3-Wege-Ventil ermöglicht es, die Fußbremse mit einer Daumenbremse zu kombinieren. So ist es möglich, an jedem Motorrad eine Daumenbremse nachzurüsten, ohne auf den Fußbremszylinder zu verzichten.
Die Daumenbremse wurde erstmals in den 1980er Jahren von dem US-amerikanischen Motorradrennfahrer Freddie Spencer verwendet. Bekannt wurde sie durch den fünffachen 500er-Weltmeister Mick Doohan, der seinen rechten Fuß verletzungsbedingt nicht mehr zur Betätigung der Hinterradbremse einsetzen konnte und sie seither mit dem Daumen betätigte.
Normalerweise wird die Hinterradbremse bei jedem Motorrad mit dem Fußbremshebel betätigt. Eine Daumenbremse hat den Vorteil, dass man in Rechts- sowie auch Linkskurven stets konstante Bedingungen hat. Bei der konventionell betätigten Hinterradbremse hat man in Rechtskurven und speziell in Schräglage des Motorrads wenig Platz, um seinen Fuß zum Bremsen einzusetzen. Mit dem Daumen kann man jederzeit das Hinterrad dosiert bremsen, wodurch der Rennfahrer das Motorrad in die Kurve hineinrutschen lassen kann. Die Vorteile einer Daumenbremse sind nicht nur im Straßenrennsport gegeben. Moto-Cross-Fahrer können mit der Daumenbremse in der Spitzkehre das Hinterrad zum Blockieren bringen, um das Motorrad zu wenden. Der rechte Fuß kann jetzt zum Abstützen in Rechtskurven benutzt werden.
Bisher kam die Daumenbremsenkonstruktion ausschließlich den Fahrern auf der Rennstrecke zugute, da diese entweder die Fußbremse ganz ersetzte, oder lediglich über einen mechanischen Bremszug als Notbremse benutzt werden konnte. Durch die Firma Procon Design wurde die Daumenbremse erstmals für den Straßenverkehr in Deutschland angefertigt, indem diese hydraulisch mit der gemäß Straßenverkehrs-Zulassungs-Ordnung (StVZO)  vorgeschriebenen Fußbremse kombiniert wurde. Somit stehen dem Motorradfahrer beide Systeme gleichermaßen als vollwertige Bremse zur Verfügung. Durch die straßentaugliche Daumenbremse wird auch das Motorradfahren bei körperlichen Behinderungen am rechten Fuß oder Bein ermöglicht. Serienmotorräder mit Daumenbremse gibt es jedoch nicht (Stand: Februar 2010).